# モジャ公
- 藤子不二雄（連載） > 藤子・F・不二雄（著作） > モジャ公
- 藤子不二雄 > アニメ > モジャ公

『モジャ公』（モジャこう）は、1969年から1970年にかけて藤子不二雄名義で発表されたSFギャグ漫画作品。藤本弘（のちの藤子・F・不二雄）による単独執筆作品。それを原作としたアニメーション作品。また、作品中に登場する架空生物の通称。

## 概要
『週刊ぼくらマガジン』（講談社）にて1969年1号（創刊号）から1970年35号まで連載された。また、幼年版が同社『たのしい幼稚園』にて1970年1月号から同年12月号まで連載された。
モジャラ（モジャ公）、空夫、ドンモの3人が宇宙に家出の旅をしてさまざまな冒険をするSFストーリー。特に『ぼくらマガジン』版において、全体的にシュールでハードな高学年向け物語をギャグ・コメディで支え、かつ風刺や皮肉、時にはグロテスクな描写やブラックユーモアを交えて描いたエネルギッシュなSFアドベンチャー作品となっている。藤本の作品は1話完結型での連載が多いが、本作は連載開始当初を除き、複数回の連載で1話が完結する連続型となっている。
『週刊少年サンデー』（小学館）で連載終了が決定した『21エモン』の続きを描きたいという作者の希望から始まった作品で、少年と宇宙生物とロボットのトリオが宇宙のあちこちを冒険するプロットを継承しているが、出版社や掲載誌の違いもあってか、かなり異なる印象の作品となった。
藤本は、本作について「『モジャ公』は好きな作品です。おおいに楽しんで書きましたが、評判はパッとしませんでした。それほどひどくつまらないとは思えないのですが。」とコメントしている。
2023年現在、新規にTVアニメ化された最後の藤子・F・不二雄作品である。なお、本作よりも先にTVアニメ化された『21エモン』では、本作の主要エピソードを流用した回がある。ただし、本作の漫画とはストーリー・設定等が大幅に異なる（後述）。

## あらすじ
地球の平凡な少年・空夫は親から叱られてばかりの毎日にうんざりしており、家出を考えていた所、ある日同じくそれぞれの星で家出をしてきた宇宙人のモジャ公、ロボットのドンモと出会い意気投合、2人の誘いに乗り3人で宇宙に家出をする事になる。愉快で自由気ままな旅のはずが、成り行きで参加したアステロイドラリーや伝染病が蔓延する無人の惑星での決闘、詐欺師オットーとの丁々発止、不死の星で自殺フェスティバル、精神に仮想現実を送信することで架空の現実を体感させて支配する死人の星…行く先々はほとんどが命がけの冒険になってしまう。
アニメ版は原作漫画と異なり、モジャラ（モジャ公）とドンモが地球に漂着して住み着き、空夫達との日常生活や、ロケットを直す材料のコスモストーンを探すため空夫達と旅をしたりする。ほとんどが宇宙での話だった原作漫画と違って宇宙にはあまり出ず、空夫の生活する近所での話が多い。のちにコスモストーンを全部見つけて、ロケットを直すことができ、それ以降は生活ギャグ的な話がメインだったが、モモンジャ（アニメオリジナルキャラクター）が登場の51話からは、本当の宝を見つける旅に出かける。

## キャラクター
モジャラ
空夫・ドンモと並ぶ主要キャラクター。「モジャ公」という作品名になっているが、別段モジャラだけが突出している主人公というわけでもない。橙色の毛玉のような球体の体に三本指の短い手足を持つ姿の宇宙人。負けず嫌いでガラっ八。舌を伸ばして手のように扱い物をつかんだり、口の中に様々な道具をしまっておける。たまに予知能力が働き、的中率は一応100%である。女性に目が無く、たいていの星の女性に一目惚れしてしまい正気を失う。一人称は「おれ」。
アニメ版では、本名が「モジャラ・ハナモゲラ・サナダビントニック・フランサスカッチ・リトルフット・ピグニン・アレキサンドロ・ポニックコニック・タランベリー・クチュクチュ・スッパピーピー・パイポッポー公爵」という設定になっている。語尾に「～モジャ」と言う口調もアニメオリジナル。自分が「うまい」と言ったものは飽きるまで食べ続けるという他人があきれるほど変な趣味を持っているかなりの食いしん坊であり、息を吸い込み宙に浮いたりする。モジャモジャ星人は水が苦手なため、水がかかってしまうとぺったんこになってしまう。ただし、お湯だと平気である（主に風呂）。
天野空夫（あまの そらお）
主人公。普通の少年。とりえもなければ喧嘩は弱く頭も悪いが、気は強く負けず嫌いな江戸っ子気質で、行動力もある。一人称は「おれ」。数々のピンチで意外な底力を見せることも。威勢はいいが、本当は見栄っ張りなだけで怖いものは怖い臆病な性格である。3人の中では一番の常識人。
アニメでは小学5年生の11歳という設定で、白目に黒点の目つき、横に流して少し跳ね上がっている髪型、赤のTシャツに水色のフード付きパーカーを着用と、それまでの藤子・Fアニメの主人公とは異なる現代っ子のキャラクターデザインが描き出されている。将来の夢は冒険家で、小学校ではSF（すこしフシギ）クラブ部長を務めている。勉強は人並みにできるものの、ピテカンやモジャ公、両親らとことある毎に喧嘩をしてトラブルを引き起こしやすい。64話で自宅に押しかけた宇宙人に半ズボンを脱がされて尻出しをするが、慌てて着替えたためノーパンだったと発言している。一人称は「おれ」を日常的に使用していて、時折「僕」を使う。
みき
空夫の同級生。空夫のいいかげんさにあきれたりする。空夫が好意を寄せている。漫画では地球から宇宙に家出して旅するのは空夫だけであり、宇宙の星々での話がほとんどなので、登場回数はごく少ない。
アニメ版ではヒロインで、名前は「河野みき（かわの みき）」。SFクラブ副部長。髪型はヘアバンドをつけた栗色のショートカット。好奇心旺盛で活発な性格で、かなり大胆な行動をすることがある（スイカの種飛ばしなど）。性格を反映してか、普段はキュロットスカート型のツーピースを着用している。母親はガーデニングが趣味で、花が咲かなかった際はみきがSFクラブ出入り禁止寸前になってしまうこともある。ミニチュアダックスフントのロッキーを飼っている。幼少時代に今でも1番のお気に入りの根付を買うほど見ていた魔法少女アニメ「魔法使いユミー」の大ファンなためか、将来の夢は魔法使いである。
ドンモ
モジャ公の相棒のロボット。性格は人間のように表情豊かで、けっこう怖がり。いつもはとぼけているが、頭をぶつけると聡明な頭脳になり、数多くのピンチを乗り越える（強く打ちすぎるとパーになってしまうが最終的にはいい方向へ導く）。ドンモを組み立てた「オッカサン」もロボット（工作機械の一種らしい）。通常のセリフと、カタカナとひらがなが逆になったセリフで話す。一人称は「ワタシ」だが、たまに「ボク」を使うことがある。
アニメ版では、キャラクターデザインが口の横の線がなく、頭の髷のような部分の色が違う。ケーキ屋の人形・シュガー（声 - 根谷美智子）に恋をしたことがある。また、甘い物（主にスイーツ）を食べると酔っ払う癖があるがフルーツは平気。一人称は「おれ」。
ピテカン
ガキ大将で、空夫の悪口を言って怒らせては喧嘩している。通算99勝。
アニメ版では空夫のクラスメートであり、本名は「坂本貫太」。町内のガキ大将的存在で母親（声 -滝沢久美子 ）や祖母・バァビィー（声 - 野沢雅子 ）が苦手。実家は古本屋をしている。超能力が使えると信じており、もみ手・ニコ助と3人でピテカンエスパーズと名乗っており、やっても無駄なことをチャレンジしているが、モジャ公に催眠術をかけて子分にしたこともある。みきに好意を寄せている。小1の頃に肝試しで怖がって以来の怖がり屋（特にお化け）。モモンジャ登場後は彼の子分に無理やりされる。普段は、モジャ公達と同行することはあまりないが、最終章では、モモンジャが忘れて行った巻物を渡すために同行する。
空夫のパパ
アニメ版では、空夫同様SFにも興味が強い。割と冷静なのんびり屋。
空夫のママ
アニメ版では、おっとりしており、いつも空夫の空想癖を心配している。
モナ・モナシス
大富豪の娘の少女（元ネタはオナシス）。自分のロケットで宇宙を気ままに一人で廻っている。空夫たちとはコスカラ星で知り合って以来の仲。余裕ある性格で能力も高くフレンドリーであるが、ボロい宇宙船に乗る空夫のことを年代物レトロ趣味の大金持ちだと勘違いして、初対面時に煽り運転をしてきたうえ超高級ホテルへの宿泊を手配し意図せずして金のない空夫たちを窮地に追い込んだ。最後の登場は「アステロイドラリー」編だったが、1989年に発行された愛蔵版にて藤本が加筆を行ったことで「地球最後の日」（愛蔵版の最終エピソード）に再登場し、空夫らを再び宇宙への旅へと誘った。
アニメ版では、レギュラーへ昇格したみきとオリジナルキャラのモジャリたちに比べ出番は少ない。
オットー
オットセイのような姿の宇宙人。関西弁のような口調で話す。狡猾な詐欺師で金儲けのためには手段を選ばない。たびたび、空夫たちに一杯食わせた。
タコペッティ
ドキュメンタリー映画作家で、「宇宙残酷物語」などの制作者。タコのような姿の宇宙人。自殺フェスティバルで空夫たちを救って以来の腐れ縁。大胆不敵で冷静な判断力を持つ大人だが、自ら危険に足を踏み入れて迫力ある映像を撮影するために体のほとんどを失っては新しい部品に交換することを繰り返しており（しかしメカの類ではない模様）、元々の体で残っているのは脳だけ。危険が迫ると口がとがる。撮影のためのカメラが命よりも大事。モデルは「世界残酷物語」などで知られる過激なドキュメンタリー映画監督グァルティエロ・ヤコペッティ。
ムエ
非常な長寿を持つクエ星人。外見は妖怪の鵺に酷似しており、登場時は白覆面・白装束・白マントに身を包んでいた。テレポートやテレキネシス、透視など様々な超能力が使える。空夫を父親の仇と追い掛け回した。
登場エピソードはアニメ版『21エモン』にて一部改変されて使用された。
モクベエ
成り上がりの大金持ちの宇宙人。ハンティングが趣味で、謎の生物ダンボコを狩るためにモジャ公たちを雇い、ゴゴロンゴ星へと向かう。怒るとキセルで叩きちらすが、褒美ははずむなど気前がいい面もある。

### アニメオリジナルキャラクター
ゴンスケ
モジャ公が乗ってきたスペースシップ・ビーグル号のメインコンピューター。元はイモ掘りロボット。スペースシップのメインルーム・モニター画面の中や天野空夫の家のテレビでのみ活動している。イモが好きで、宇宙イモを取り寄せて育てる場面が描かれている。自分やイモを馬鹿にされたことで怒り、電撃を使って攻撃したり全世界をイモパニックにしたりすることがある。口癖は「だっぺ」。一人称は「オラ」。
元は『21エモン』の主要キャラクター。
モジャリ
桃色の毛玉のような姿にリボンをつけたツインテールの宇宙人でモジャ公の妹。優しくてしっかり者だが怒ると怖く、時に電撃を放つ。主にモジャルの世話をしているためか、彼を通訳することが多い。また、塩、こしょう、砂糖、タバスコ、マヨネーズ、ケチャップ、イカ墨、とんかつソース、ジャム、マーマレード、味噌、隠し味のコーヒーでモジャモジャ星の味を再現したことがある（地球人である空夫とみきも食べられない味）。口癖は「～でちゅ」。
モジャル
緑色の毛玉のような姿にカールした前髪が特徴の宇宙人でモジャ公とモジャリの弟。まだ赤ちゃんなので言葉はしゃべることができず、「モジャ」としゃべるだけである。お昼寝モードになるとどこででも寝てしまい、寝ている時に起こされるか、怒られたりすると泣きだしてしまう。泣きだすと耳に悪いばかりではなく、建物を破壊してしまうこともある。頭が良く、道具を使ってロボットなどを作ったりすることも出来る。動物などの言葉がしゃべれない生き物と会話することが出来る。彼の予知能力はモジャ公以上によく当たり、モジャ公はそれを利用し地球で女子無料の占いの館を空夫家の前で開店させた。また、彼の絵の才能はモジャ公よりも上手で、モジャ公がモジャモジャ星の両親に手紙を出そうとした際に絵を書き直しそれが原因で兄弟げんかになったこともある。
モモンジャ
放送延長の強化策として第51話より登場した、群青色の毛玉のようなつんつんヘアーの宇宙人でモジャ公のライバル。忍者の術（モモンジャ本人は主に「モモンジャ流モンモン術」と言っている）を使い、キザでカッコつけたがる性格。初恋の相手はモジャリ（幼稚園の頃砂場で遊んでいる際にまだ赤ちゃんだったモジャリを見て「砂場の天使」だと思い込んだのがきっかけ）で、彼女を見ると石みたく固まってしまう。モジャ公同様マハラダモジャの宝を狙っており、汚い手を使って横取りしようとする。クモが大の苦手だが、クモの糸は平気。地球に宝があると思いモジャ公の後を追う形で地球へ向かい、到着した後は、成り行きからピテカンの家に居候している。最後は協力してダークエンペラーを打ち破る。口癖は「～モンモン」。
モジャパパ
公爵。とっても大きな体格をしている。いたずらが大好きでかなりの笑い上戸。
モジャママ
故郷のモジャモジャ星から、モジャ公たちを心配している。
モモンジャ公爵
モモンジャの父で頑固な性格。息子同様、汚い手で宝を奪おうとする。術の腕は一流だが、髭を結ばれたりすると術が使えなくなる。
もみ手
ピテカンの子分。いつもピテカンに胡麻を磨っている。頭が良く、ピテカンの宿題を手伝ったりしている。
ニコ助
ピテカンの子分。いつも愛想笑いをしている。着ているオレンジ色の服はジャイアンのものと同じである。
空夫の担任の先生
いつも厳しく、罰を与えることが多い。
トラヤン
通信販売をしている宇宙人。商品の値段が高い上に、効果が薄いこともしばしばある（たとえば性格が異なるコピーを10人も増やす薬品・ハッタリンなど）。
マリコ・マハラダモジャ
72話から74話まで登場した海賊の頭領。ヒューマノイドタイプの宇宙人だが、幼少時宇宙で漂流していた所をモジャモジャ星人である義理の祖父に拾われる。祖父が死去後に頭領になる。
マリコの祖父
海賊の頭領であり、故人。モジャモジャ星人である。海賊ではあるが、悪事は働かず悪人を陰で取り締まっていた。ピラミッドの中の宝が眠っている所に長い事幽霊でさまよっていた。マハラダモジャのことをよく知っている。
マハラダモジャ
数々の悪いものと戦ってきた伝説のヒーロー。現在は故人だが、マハラダモジャが残した宝箱の中に魂が残っている。
ダークエンペラー
73話から74話まで登場した。マハラダモジャに封印されていた魔物。モモンジャが宝箱を開けて復活した。モモンジャの持っている巻物で、モジャモジャ星に行くことができる。ダークエンペラーの液で、モジャモジャ星の人達を邪悪に染めた。最後はマハラダモジャになったモジャ公によって倒される。

## 登場する星々
メルル星
あっと驚くような大都会を持つ星。有料のパイプ・ウェイで移動する。住人は機械に頼っているため自力で算数の計算も解けない。
カミカミ星
危険地帯に指定されている星。住人達は皆温厚で街は小奇麗で一見平和な星のように見える。
コスカラ星
食物や燃料補給のため造られた人工星。辺りは星がまばらなので利用する客が多いが、この星の住人はそこに付け込んであくどい商売で金を根こそぎ絞り取ろうとする。
観光地の星？
星名不明。原始林と大都会を持ち、恐竜ロボットを用いた恐竜狩りゲームが盛んに行われている。高級ホテル「ホテルグランドロイヤルハイネス」の宿泊料はおそろしく高い。
ナイナイ星
伝染病が発生し、これ以上広げないために爆破処分されることになっていた星。住民は衛生衛星に避難している。
ノストラ星
ボドロー星
ジュゲム三番星フェニックス
この星では、1万年前に2つあった月が衝突し1つになったことによるシューリン効果から発生するグーリンダイ線を浴びることによってカイジャリスイギョ現象が起き、住民の細胞が変化して年を取ることも死ぬこともなくなり、それに伴い子供も生まれなくなった。人口が多すぎるので空間を縮めて使っている。あまりにも長いこと生きているので住民は皆人生に飽きており、無気力状態となってただ生きているだけで死の感覚も忘れている。
シャングリラ
かつて銀河系最古の文明を誇っていたが、今は太陽が爆発して水も空気もバクテリアもなく無人と思われていた星。この星を訪れた調査隊は一様に「天国」と褒め称える通信を送ってくるが、やがて音信不通となり帰ってきた者はいない。モアイ像のような巨大な神像がある。
貿易交通拠点の星？
星名不明。この星の星際都市ポンコンは銀河航路の交わりに位置し、上は外交官、下は犯罪者まで宇宙のあらゆる人種が集まる。ポンコンの一角にある無法地帯は迷い込んだら抜け出せない複雑な犯罪の吹き溜まりの魔窟で警察もろくに介入できない。モデルは連載当時の香港、無法地帯のモデルは九龍城（九龍城砦）。
ゴゴロンゴ星
幻の生物ダンボコが生息すると言われる未開のジャングルのような星。昼面と夜面がある。

## 最終話
本項では『週刊ぼくらマガジン』に掲載された最終話について触れる。
前述通り、本作は意図を完遂できぬまま打ち切られた『21エモン』の設定を再利用して描かれ、作者本人が「楽しんで描いた」と述懐するほど入れ込んだ作品であるが、児童向け漫画としては難解なストーリーが仇となってか、作者にとっては不本意な打ち切りに終わった。
雑誌掲載時の最終話は、1970年32号から35号まで描かれた「不死身のダンボコ」というエピソードである。しかしこのストーリーには最終回としての要素は全く見られず、結末も作品全体をまとめる内容とはなっていないため、作品自体が未完とも考えられる唐突な終わり方となっている。
完結後の1971年に虫プロ商事から発行された虫コミックスの単行本（全2巻）においては、最終話が「不死身のダンボコ」の1つ前のエピソードである「地球最後の日」となっており、「不死身のダンボコ」は未収録となった。さらに1976年に朝日ソノラマから発行されたサンコミックス版単行本（全2巻）においても、同様の措置が取られている。
「不死身のダンボコ」は1988年に中央公論社から発行された藤子不二雄ランドの単行本（全3巻）においてようやく単行本初収録となったが、掲載が「地球最後の日」の前となり、ここでも最終エピソードは「地球最後の日」となっている。1989年には同社から愛蔵版（全1巻）が発行されており、こちらでは掲載順は藤子不二雄ランドと同様であるが、「地球最後の日」に最終話らしい体裁をつける加筆が施される措置が取られた。こうして『モジャ公』は「地球最後の日」が最終話となり、連載終了から約20年を経て作者の手による正式な結末が付けられた作品となった。
なお1995年には小学館からコロコロ文庫版文庫本（全2巻）が発行されているが、こちらでは「不死身のダンボコ」は未収録、「地球最後の日」は加筆版が掲載されている。
こうした事情から本作は発行ごとに最終話の内容が異なる珍しい作品となっている。
1. 連載:「不死身のダンボコ」が最終話。
2. 虫コミックス:「地球最後の日」が最終話。「不死身のダンボコ」は未収録。
3. サンコミックス:虫コミックスと同様。
4. 藤子不二雄ランド:「地球最後の日」が最終話。「不死身のダンボコ」は「地球最後の日」の前に収録。
5. 愛蔵版:加筆版「地球最後の日」が最終話。「不死身のダンボコ」は「地球最後の日」の前に収録。
6. 文庫版:加筆版「地球最後の日」が最終話。「不死身のダンボコ」は未収録。
7. 藤子・F・不二雄大全集版:愛蔵版を作者の最終決定版とし、加筆版「地球最後の日」が最終話。「不死身のダンボコ」は「地球最後の日」の前に収録。但し特別収録として初出版「地球最後の日」序盤と結末も掲載。

## 藤本以外による漫画
テレビアニメ化に先立ち、1995年に複数の雑誌で新作漫画の連載が開始された。下記の2作品では、モジャラ、ドンモの外見は1969年版とほぼ同様だが、天野空夫の外見（髪型や服装）はテレビアニメでの外見に近いものになっている。

### 宇宙フレンド モジャ公
『宇宙フレンド モジャ公』（うちゅうふれんど もじゃこう）は、藤子不二雄賞出身の漫画家・MASAHITO（現：ふじあか正人）の漫画作品。『モジャ公』のテレビアニメ化にあわせて『月刊コロコロコミック』（1995年9月号 - 1996年4月号）と『別冊コロコロコミック』（1996年6月号 - 1997年4月号）で連載された（「原作 藤子・F・不二雄」「まんが MASAHITO」名義）。企画段階では藤本自身による作画が構想されていたが、当時から藤本の体調が思わしくなかったため断念された。連載はオリジナルストーリー（ほのぼのギャグ路線）で展開された。
1996年にてんとう虫コミックスで1巻が刊行された。4話分が単行本未収録となっている。

#### オリジナルキャラクター
ボラン
恐竜の星に住む恐竜。最近暴れだして住人たちを困らせていた。
フラワスター星人
幻の花を探そうとする空夫達に案内役を買った。本人曰く女だが容姿はレオタードを着た中年親父そのもの。
アイスター星人
氷の星・アイスターに住む。ソフトクリームのような外見をしている。姿相応に火に弱い。挨拶は「ムホヒフヘ」と「おまえのかあちゃんでべそ」。
おかしの星の王様
おかしの成分で出来た星を発見してそこの王となったお菓子好きな男。
人魚
水の星ウォルターに住む人魚。

### モジャ公（『小学二年生』版）
藤子不二雄賞出身の漫画家・Moo.念平の漫画作品。『小学二年生』（1995年11月号 - 1996年9月号）で連載された（「原作 藤子・F・不二雄」「まんが Moo.念平」名義）。1話完結形式。毎回4頁が基本だが、第5話（アストロレースに参加する回）のみ6頁。

## テレビアニメ
1995年10月3日 - 1997年3月31日にテレビ東京系でアニメ化された。全74話。放送時間は火曜日18:30 - 19:00（第1話 - 第50話）、月曜日19:00 - 19:30（第51話 - 最終話）。
放送期間が2年間に及び、当時のテレビ東京系アニメの中では比較的長期放送となった。原作者の藤子・F・不二雄自ら第1、2話の脚本を担当しており、1995年10月10日には、藤子・F・不二雄が本作の宣伝を兼ねてテレビ東京系の『開運!なんでも鑑定団』に出演している（依頼品は自身が高校時代に描いた同人誌2冊で、鑑定額は1200万円）。なお、本作放映中の1996年9月23日に藤子・F・不二雄が逝去し、翌9月24日に放送の50話ではオープニング冒頭およびエンディングで追悼のテロップが流された。
半年間は『モジャ公S・Fくらぶ』クイズコーナーがモジャ公博士がクイズを紹介された。放送がなかった場合は『モジャ公にがお絵コーナー』が放送された。
放送枠が移動した第51話から最終話までは、モジャ星人らの伝説で宇宙一の宝物とされる「マハラダモジャ」を探すことがテーマとなっている。
本作放送終了後、月曜19時台のアニメ枠は長年途絶えることとなり、同時間帯でアニメが再開されるのは約12年後の2009年4月から放送された『リロ・アンド・スティッチ ザ・シリーズ』（セレクション放送）である。
アニメ化に際しては、「家出は自由気ままでスリル満点の冒険」という家出行為が魅力的に映るような要素を出したくないとする制作者側が藤子・F・不二雄とよく協議した結果、宇宙を放浪して冒険する原作漫画とは設定などが大幅に変わって「モジャ公たちは地球に定住し、そこから色々な星へ遊びに出かけ、終わったら空夫の家に帰ってきて日常を過ごす」という、「家出」「ハード」およびグロテスク描写を取り払うことになり、アニメオリジナルの要素の強い作品となった。原作からのエピソードは「さよなら411ボル」1話分のみ作られ、第21話「ちょっとポッドでお買いもの」として放送された。
キャラクターデザインは『キテレツ大百科』の作画監督や『ドラえもん』などで原画を担当した尾鷲英俊が担当した。
交通系（鉄道会社系）広告代理店であったジェイアール東日本企画がテレビ東京でのアニメ番組枠を買い付けた初の作品であり、後継番組の『ポケットモンスター』の製作にも関与するようになったことでも知られる（OLM（制作）、小プロ（製作）も続投）。『モジャ公』放映当初ではJR東日本・日本テレコム（現・ソフトバンクテレコム、当時はJRグループ）のモジャ公のキャラクターが出演するCMも放映されたほか、東京駅などでの交通広告の展開、2期主題歌の「ドリーム・エクスプレス」CDジャケットでは、デフォルメされたSTAR21に宇宙で跨るモジャ公・ドンモ・空夫・みきらが描かれている。日本テレコムでは放映当初、0088市外電話（中継電話）によるモジャ公らの声が聞けるテレホンサービスが存在した。
テレビ愛知では1996年3月まで土曜19:00 - 19:30（特番時は土曜6:30 - 7:00）の放送だった。当初は約3週の遅れだったが、年末年始にテレビ東京など5局では1週休止をした一方、テレビ愛知では休止をせず、さらに2話連続放送も行ったため遅れは4日（週内）に短縮した。当時異時ネットとなっていたテレビ東京18時30分のアニメ番組は、遅れを短縮するなどの措置は全くなかったため、異例ともいえる対応だった。
放送期間中からセルビデオ化され全話収録されている。販売元は契約上、1話から50話は日本コロムビア（全17巻）、期間延長分（マハラダモジャ編）の51話から最終話まではポリグラム（全8巻）と分かれており、51話以降が収録されたポリグラムのビデオは「Vol.1」からと通巻が連番にはなっていない。

### アニメ版の担当声優
- モジャ公（声：田中真弓）
- 天野空夫（声：折笠愛）
- 河野みき（声：岩男潤子）
- ドンモ（声：中村大樹）
- ピテカン（声：高木渉）
- 空夫のパパ（声：梅津秀行）
- 空夫のママ（声：小林優子、菊池いづみ）
- モナ・モナシス（声：林原めぐみ）
- ゴンスケ（声：緒方賢一）
- モジャリ（声：深雪さなえ）
- モジャル（声：林原めぐみ）
- モモンジャ（声：高乃麗）
- モジャパパ（声：辻村真人）
- モジャママ（声：菊池いづみ[4]）
- モモンジャ公爵（声：大山高男）
- もみ手（声：横田みはる、菊地貴子）
- ニコ助（声：北浦隆宏）
- 先生（声：梅津秀行）
- トラヤン（声：津久井教生）
- マリコ・マハラダモジャ（声：菊池いづみ）
- マリコの祖父（声：梅津秀行）
- マハラダモジャ（声：林原めぐみ）
- ダークエンペラー（声：梁田清之）

### スタッフ
- 原作 - 藤子・F・不二雄
- 監督 - えんどうてつや
- シリーズ構成 - えんどうてつや→寺田憲史
- キャラクターデザイン、総作画監督 - 尾鷲英俊
- 美術監督 - 金村勝義
- 色彩設計 - 吉野記通
- 撮影監督 - 吉田光伸
- 背景 - スタジオじゃっく
- 編集 - 辺見俊夫、船見康恵
- 音楽 - 若草恵
- 音楽協力 - テレビ東京ミュージック
- 音響監督 - 渡辺淳
- 音響プロデューサー - 南沢道義
- 音響制作 - HALF H・P STUDIO
- プロデューサー - 岩田圭介、矢崎裕美子、中沢利洋→赤羽根徳則
- アニメーションプロデューサー - 奥野敏聡、神田修吉
- アニメーション制作 - OLM
- アニメーション協力 - コープ、XEBEC、サンシャインコーポレーション、オフィス蒼、ダンガン・ピクチャーズ、S.S.C、スタジオディーン、ランダム
- 製作 - テレビ東京、SOFTX、小学館プロダクション

### 主題歌
「CHU-CHU-CHU」
CRIPTONによる第1 - 34話オープニングテーマ。
「ドリーム・エキスプレス(DREAM EXPRESS)」
香取沙季による第35 - 50話オープニングテーマ。
「Shine」
Dearによる第51 - 74話オープニングテーマ。
「恋人が宇宙人なら」
岩男潤子による第1 - 34話エンディングテーマ。C/Wの『「STARSHIP 1996」岩男潤子』は挿入歌として使われている。
「じゃあね」
小林清美による第35 - 50話エンディングテーマ。
「どうなっちゃうンだろ」
ZAZAによる第51 - 69話エンディングテーマ。
「Too Late」
斉藤佑紀による第70 - 74話エンディングテーマ。

### 各話リスト
| 話 | 放映日         | サブタイトル                    | 脚本                           | コンテ                  | 演出         | 作画監督          |
| -- | -------------- | ------------------------------- | ------------------------------ | ----------------------- | ------------ | ----------------- |
| 1  | 1995年 10月3日 | 宇宙から来た友達                | 藤子・F・不二雄 えんどうてつや | えんどうてつや          | 須藤典彦     | 尾鷲英俊          |
| 2  | 10月10日       | コスモストーンを探せ!           | 藤子・F・不二雄 えんどうてつや | えんどうてつや          | 阿部雅司     | 北條直明          |
| 3  | 10月17日       | 怪獣惑星に行くモジャ!           | 冨岡淳広                       | 井上修                  | 井上修       | 藤田宗克          |
| 4  | 10月24日       | 空夫の結婚?大予言               | 戸田博史                       | 小村敏明 えんどうてつや | 小村敏明     | 進藤満尾          |
| 5  | 10月31日       | モジャ公のオタフクカゼ          | 高野顕                         | 石山タカ明              | 福多潤       | アベ正己          |
| 6  | 11月7日        | ドロボーの星ボドロー            | 小松崎康弘                     | 又野弘道                | 又野弘道     | 山崎展義          |
| 7  | 11月14日       | ピテカンはエスパー?             | 大倉らいた                     | 善聡一郎                | 善聡一郎     | 原憲一            |
| 8  | 11月21日       | つきまくり?カジノの星           | 北条千夏                       | 栗山美秀                | 阿部雅司     | 北條直明          |
| 9  | 11月28日       | 宿題のない星はパラダイス?       | 大橋志吉                       | 井上修                  | 井上修       | 藤田宗克          |
| 10 | 12月5日        | 空夫の学校に行くモジャ          | 冨岡淳広                       | 工藤征輝                | 阿部雅司     | 工藤征輝          |
| 11 | 12月12日       | SFクラブへようこそ              | 大橋志吉                       | 大庭秀昭                | 小村敏明     | 進藤満尾          |
| 12 | 12月19日       | ドンモのホワイトクリスマス      | 冨岡淳広                       | 日高政光                | 日高政光     | 井坂純子 志村隆行 |
| 13 | 12月26日       | クルクル回る禁断の星            | 大倉らいた                     | 善聡一郎                | 善聡一郎     | 原憲一            |
| 14 | 1996年 1月9日  | おフロは熱いのがいいモジャ!     | 高野顕                         | 栗山美秀                | 阿部雅司     | 北條直明          |
| 15 | 1月16日        | バーベキューの星                | 山下久仁明                     | 石山タカ明              | 福多潤       | アベ正己          |
| 16 | 1月23日        | ピテカンの子分、モジャ公?       | 北条千夏                       | 井上修                  | 井上修       | 藤田宗克          |
| 17 | 1月30日        | 空夫、家出します!               | 小松崎康弘                     | 遠藤卓司 えんどうてつや | 遠藤卓司     | 山崎展義          |
| 18 | 2月6日         | モジャリ、モジャル登場(前)      | 冨岡淳広                       | 河口もと えんどうてつや | 小村敏明     | 進藤満尾          |
| 19 | 2月13日        | モジャリ、モジャル登場(後)      | 冨岡淳広                       | 河口もと えんどうてつや | 川島宏       | 原憲一            |
| 20 | 2月20日        | ゴンスケの野望                  | 冨岡淳広                       | 日高政光                | 須藤典彦     | 井坂純子          |
| 21 | 2月27日        | ちょっとポッドでお買いもの      | 小松崎康弘                     | 井上修                  | 井上修       | 藤田宗克          |
| 22 | 3月5日         | るす番は楽しいモジャ!           | 北条千夏                       | 川島宏                  | 栗本宏志     | 原憲一            |
| 23 | 3月12日        | ママこうりゃく作戦              | 山下久仁明                     | 石山タカ明              | 福多潤       | アベ正己          |
| 24 | 3月19日        | 11人のモジャ公                  | 冨岡淳広                       | うえだしげる            | うえだしげる | なかじまちゅうじ  |
| 25 | 3月26日        | モジャ公の花さか爺さん          | 大倉らいた                     | 井上修                  | 井上修       | 藤田宗克          |
| 26 | 4月2日         | 空夫の家に引っ越すベー!         | 寺田憲史                       | 川島宏                  | 高瀬節夫     | 原憲一            |
| 27 | 4月9日         | ペットになりたいモジャ          | 大橋志吉                       | 石山タカ明              | 須藤典彦     | 井坂純子          |
| 28 | 4月16日        | カッパも宇宙人?                 | 冨岡淳広                       | 石山タカ明              | 福多潤       | アベ正己          |
| 29 | 4月23日        | 寿司はうまいモジャ!             | 大橋志吉                       | 白旗伸朗                | うえだしげる | 畑良子            |
| 30 | 4月30日        | なかなおりマシンだモジャ        | 園田英樹                       | 井上修                  | 井上修       | 藤田宗克          |
| 31 | 5月7日         | 占いはもてるモジャ!             | 冨岡淳広                       | 宍倉敏 えんどうてつや   | 宍倉敏       | 椛島義夫          |
| 32 | 5月14日        | だいすき、歯医者さん!           | 北条千夏                       | 浅田裕二                | 浅田裕二     | 一石小百合        |
| 33 | 5月21日        | 飛べ飛べ!モジャピー             | 大橋志吉                       | 江上潔                  | 栗本宏志     | 原憲一            |
| 34 | 5月28日        | まほう使いになりたい            | 寺田憲史                       | 石山タカ明              | 須藤典彦     | 井坂純子          |
| 35 | 6月4日         | カビカビ大作戦                  | 園田英樹                       | 高橋ナオヒト            | 高橋ナオヒト | 一石小百合        |
| 36 | 6月11日        | ムキムキでモテモテモジャ        | 冨岡淳広                       | うえだしげる            | うえだしげる | 畑良子            |
| 37 | 6月18日        | ウナギが食べたいモジャ          | 大橋志吉                       | 井上修                  | 井上修       | 藤田宗克          |
| 38 | 6月25日        | 名たんていモジャ公              | 北条千夏                       | 宍倉敏                  | 宍倉敏       | 椛島義夫          |
| 39 | 7月2日         | ヒトダマで肝だめし              | 冨岡淳広                       | 浅田裕二                | 浅田裕二     | 一石小百合        |
| 40 | 7月9日         | スピードオーバー                | 園田英樹                       | 石山タカ明              | 須藤典彦     | 井坂純子          |
| 41 | 7月16日        | モジャ公、天使になる?!          | 大橋志吉                       | 中野頼道 えんどうてつや | 中野頼道     | 原憲一            |
| 42 | 7月23日        | み〜んなダイヤが好きでちゅ      | 冨岡淳広                       | 井上修                  | 井上修       | 藤田宗克          |
| 43 | 8月6日         | スイカ割り勝負だモジャ!         | 大橋志吉                       | 近藤信宏                | うえだしげる | 畑良子            |
| 44 | 8月13日        | モジャルが泣かなかった日        | 寺田憲史                       | 宍倉敏                  | 篠幸裕       | 内山正幸          |
| 45 | 8月20日        | かき氷が食べたいモジャ          | 大橋志吉                       | 浅田裕二                | 浅田裕二     | 高橋英吉          |
| 46 | 8月27日        | 宝さがしに行くモジャ!           | 冨岡淳広                       | 高瀬節夫                | 中野頼道     | 原憲一            |
| 47 | 9月3日         | モジャル、さらわれる?           | 北条千夏                       | 井上修                  | 井上修       | 藤田宗克          |
| 48 | 9月10日        | とうめいモジャ公現る?           | 園田英樹                       | 須藤典彦                | 須藤典彦     | 井坂純子          |
| 49 | 9月17日        | スーパーヒーロー、モジャ公!     | 冨岡淳広                       | 石山タカ明              | 須藤典彦     | 井坂純子          |
| 50 | 9月24日        | 食べ合わせは恐いモジャ          | 大橋志吉                       | 浅田裕二                | 浅田裕二     | 玉川明洋          |
| 51 | 10月14日       | ライバル登場!その名はモモンジャ | 寺田憲史                       | えんどうてつや          | 井上修       | 藤田宗克          |
| 52 | 10月21日       | 見よ!モモンジャ流モンモン術     | 冨岡淳広                       | 早川啓二                | 石崎すすむ   | 畑良子            |
| 53 | 10月28日       | 小さな大ぼうけんモジャ          | 山崎晴哉                       | 井上修                  | 松浦錠平     | 平岡正幸          |
| 54 | 11月4日        | 空夫とタイムカプセル            | 柳川茂                         | 篠幸裕                  | 篠幸裕       | 大武正枝          |
| 55 | 11月11日       | ドンモ改造計画                  | 冨岡淳広                       | 井硲清高                | 井硲清高     | 井坂純子          |
| 56 | 11月18日       | モジャ公かんていします          | 柳川茂                         | 浅田裕二                | 浅田裕二     | 玉川明洋          |
| 57 | 11月25日       | みきちゃん たんじょう日モジャ   | 山崎晴哉                       | 井上修                  | 井上修       | 藤田宗克          |
| 58 | 12月2日        | にじの星に行くモジャ            | 山崎晴哉                       | 石崎すすむ              | 石崎すすむ   | 畑良子            |
| 59 | 12月9日        | ゴンスケのイモの星              | 冨岡淳広                       | 松浦錠平                | 松浦錠平     | 平岡正幸          |
| 60 | 12月23日       | にげる雪だるまモジャ            | 大橋志吉                       | 篠幸裕                  | 篠幸裕       | 椛島義夫          |
| 61 | 12月23日       | クリスマスが食べられちゃう?     | 寺田憲史                       | 井硲清高                | 井硲清高     | 井坂純子          |
| 62 | 1997年 1月6日  | ピテカン大作戦                  | 柳川茂                         | 矢部秋則                | 浅田裕二     | 玉川明洋          |
| 63 | 1月13日        | 雪男に似てるのだあれ?           | 冨岡淳広                       | 井上修                  | 井上修       | 藤田宗克          |
| 64 | 1月20日        | オッサンの地球ツアー            | 山崎晴哉                       | 石崎すすむ              | 石崎すすむ   | 畑良子            |
| 65 | 1月27日        | よみがえったミイラ男            | 園田英樹                       | 松浦錠平                | 松浦錠平     | 平岡正幸          |
| 66 | 2月3日         | モジャリ、ママになる            | 柳川茂                         | 篠幸裕                  | 篠幸裕       | 椛島義夫          |
| 67 | 2月10日        | とにかくカネを払ってオクレ      | 大橋志吉                       | 井硲清高                | 井硲清高     | 井坂純子          |
| 68 | 2月17日        | ラーメン大王の究極のラーメン    | 山崎晴哉                       | えんどうてつや          | 浅田裕二     | 玉川明洋          |
| 69 | 2月24日        | モジャ公親分てえへんだい!       | 冨岡淳広                       | 井上修                  | 井上修       | 藤田宗克          |
| 70 | 3月3日         | モモンジャの大告白モジャ        | 柳川茂                         | 石崎すすむ              | 石崎すすむ   | 畑良子            |
| 71 | 3月10日        | モモンジャ里のひみつ            | 冨岡淳広                       | 篠幸裕                  | 篠幸裕       | 進藤満尾          |
| 72 | 3月17日        | 宇宙でいちばんの宝物1           | 山崎晴哉                       | 松浦錠平                | 松浦錠平     | 平岡正幸          |
| 73 | 3月24日        | 宇宙でいちばんの宝物2           | 寺田憲史                       | えんどうてつや          | 井硲清高     | 井坂純子          |
| 74 | 3月31日        | 宇宙でいちばんの宝物3           | 寺田憲史                       | えんどうてつや          | 浅田裕二     | 尾鷲英俊          |

### 放送局
放送日時はテレビ長崎を除き1996年9月時点、放送系列は放送当時のものとする。
| 放送対象地域  | 放送局           | 系列           | 放送時間                                                  | ネット形態   | 備考                                                     |
| ------------- | ---------------- | -------------- | --------------------------------------------------------- | ------------ | -------------------------------------------------------- |
| 関東広域圏    | テレビ東京       | テレビ東京系列 | 火曜 18:30 - 19:00 →月曜 19:00 - 19:30                    | 制作局       |                                                          |
| 北海道        | テレビ北海道     | テレビ東京系列 | 火曜 18:30 - 19:00 →月曜 19:00 - 19:30                    | 同時ネット   |                                                          |
| 愛知県        | テレビ愛知       | テレビ東京系列 | 火曜 18:30 - 19:00 →月曜 19:00 - 19:30                    | 同時ネット   | 1996年4月にて同時ネット                                  |
| 大阪府        | テレビ大阪       | テレビ東京系列 | 火曜 18:30 - 19:00 →月曜 19:00 - 19:30                    | 同時ネット   |                                                          |
| 岡山県 香川県 | テレビせとうち   | テレビ東京系列 | 火曜 18:30 - 19:00 →月曜 19:00 - 19:30                    | 同時ネット   |                                                          |
| 福岡県        | TXN九州          | テレビ東京系列 | 火曜 18:30 - 19:00 →月曜 19:00 - 19:30                    | 同時ネット   | 現：TVQ九州放送                                          |
| 和歌山県      | テレビ和歌山     | 独立局         | 火曜 18:30 - 19:00 →月曜 19:00 - 19:30                    | 同時ネット   | キー局での放送枠移動後も同時ネットで放送されたかは不明。 |
| 岩手県        | IBC岩手放送      | TBS系列        | 日曜 5:30 - 6:00                                          | 遅れネット   |                                                          |
| 宮城県        | ミヤギテレビ     | 日本テレビ系列 | 金曜 5:10 - 5:40 →金曜 5:25 - 5:55                        | 遅れネット   | 1997年6月20日まで放送                                    |
| 秋田県        | 秋田テレビ       | フジテレビ系列 | 木曜 16:55 - 17:25                                        | 遅れネット   |                                                          |
| 富山県        | 富山テレビ       | フジテレビ系列 | 木曜 16:30 - 17:00 ↓ 木曜 16:00 - 16:30（最終回放送時点） | 遅れネット   | 作者の出身地 1996年2月8日から1997年9月25日まで放送       |
| 山梨県        | 山梨放送         | 日本テレビ系列 | 木曜 16:00 - 16:30                                        | 遅れネット   | 1996年9月26日を以て途中打ち切り。                        |
| 長野県        | テレビ信州       | 日本テレビ系列 | 水曜 17:00 - 17:30                                        | 遅れネット   |                                                          |
| 静岡県        | 静岡朝日テレビ   | テレビ朝日系列 | 木曜 17:00 - 17:30                                        | 遅れネット   |                                                          |
| 三重県        | 三重テレビ       | 独立局         | 金曜 16:45 - 17:15                                        | 遅れネット   |                                                          |
| 奈良県        | 奈良テレビ       | 独立局         | 月曜 18:30 - 19:00                                        | 遅れネット   |                                                          |
| 長崎県        | テレビ長崎       | フジテレビ系列 | 金曜 15:00 - 15:30                                        | 遅れネット   |                                                          |
| 鹿児島県      | 鹿児島讀賣テレビ | 日本テレビ系列 | 木曜 17:00 - 17:30                                        | 途中打ち切り |                                                          |

### アルバムCD
「モジャ公 キャラクター・ソング・アルバム –MOJA CONCERT–」1996年1月20日発売。1次主題歌とキャラクターソングを収録。
- キャラクターソング

「元気で平気でノーテンキ」田中真弓
「ネバーエンディングスカイ 〜空夫のテーマ〜」折笠愛
「ドンモの宇宙船乗りの歌」中村大樹
「セントエルモの灯 〜モナシスの歌〜」石田よう子
「俺たちゃエスパーズ」高木渉 & 横田みはる & 北浦隆宏
「アイ・ラヴ・イモ 〜ゴンスケラップ〜」緒方賢一

### 映像ソフト

#### VHS
1996年から1997年にかけて全話収録のVHSビデオソフトが分巻で発売された。
- 日本コロムビア - 1–50話（全22巻）
- ポリドール映像販売（PolyGram Video）- 51–74話（全8巻）

#### DVD
2010年に藤子・F・不二雄ミュージアム開業記念企画としてTCエンタテインメントから発売された「藤子・F・不二雄TVアニメアーカイブス」シリーズに第2、11、51話が収録され、『ポコニャン!』と共に初DVD化となった。

### 動画配信
2011年9月から小学館集英社プロダクションによって全話がバンダイチャンネル・dビデオなどのインターネットテレビサイトで有料動画配信（サイトによっては月額定額制の見放題プラン対象）が行われている。
| テレビ東京系 火曜18:30枠（1995年10月 - 1996年9月） | テレビ東京系 火曜18:30枠（1995年10月 - 1996年9月） | テレビ東京系 火曜18:30枠（1995年10月 - 1996年9月） |
| 前番組                                             | 番組名                                             | 次番組                                             |
| -------------------------------------------------- | -------------------------------------------------- | -------------------------------------------------- |
| ゲーム王国 【木曜7:30枠へ移動】                    | モジャ公 【本作よりアニメ枠】                      | 機動戦艦ナデシコ                                   |
| テレビ東京系 月曜19:00枠（1996年10月 - 1997年3月） |                                                    |                                                    |
| 愛LOVEジュニア 【月曜18:30枠へ移動】               | モジャ公 【本作のみアニメ枠】                      | 特ダネ!歩くテレビ （19:00 - 19:50）                |